# Argaterma multisignata
Argaterma multisignata är en insektsart som beskrevs av White 1878. Argaterma multisignata ingår i släktet Argaterma och familjen dvärgstritar. Inga underarter finns listade i Catalogue of Life.